# Kostel svaté Anny (Andělka)
Kostel svaté Anny v Andělce je pozdně jednoduchá barokní sakrální stavba postavená v letech 1783–1785 libereckým stavitelem Johannem Josephem Kunzem nákladem hraběte Kristána Filipa Clam-Gallase. Je situovaný ve středu obce, ve svahu nad silnicí vedle hřbitova. Kostel stojí na místě staršího dřevěného kostela, připomínaného již v polovině 15. století, z něhož pochází fragmenty zachované ve spodní části zdi presbytáře a východní části lodi. Kostel je chráněn jako kulturní památka.

## Architektura

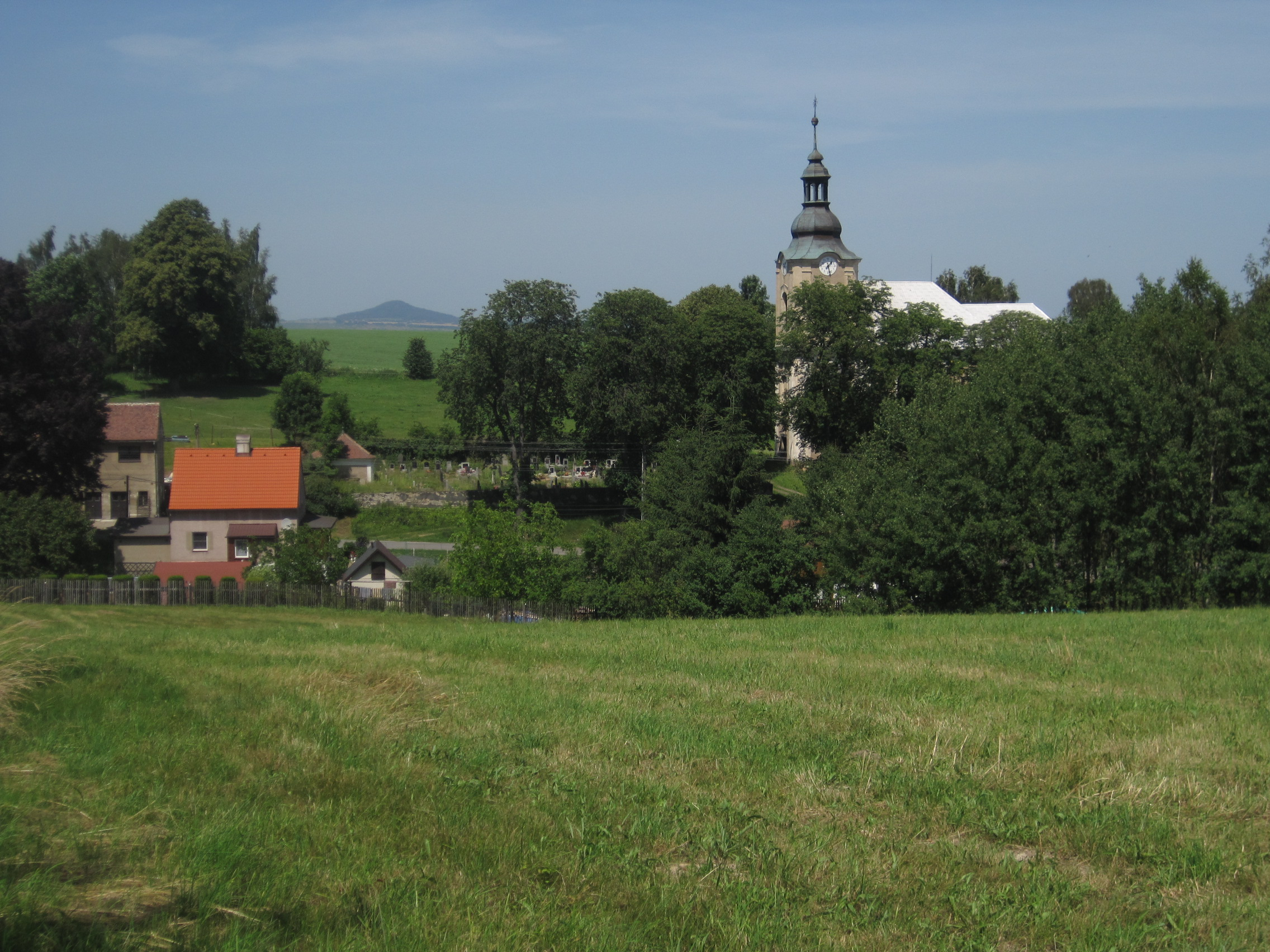
Celkový pohled na obec a kostel

Jedná se o jednolodní neorientovanou stavbu obrácenou k severovýchodu. Kostel je obdélného půdorysu s pravoúhle zakončeným presbytářem a čtvercovou sakristií s oratoří v patře po jeho jižní straně. V hlavním průčelí je hranolová věž s bočními schodišťovými přístavky. Západní vstupní průčelí kostela doplňuje předsazená věž čtvercového půdorysu se zaoblenými nárožími. Věž je zakončená cibulovitou bání s polygonální lucernou a makovicí s křížem. Je členěná lizénovými rámci a prolomena obdélnými okny, které jsou ukončeny polokruhem nebo segmentem. Boční fasády jsou s lizénovými rámci a obdélnými okny s polokruhovým záklenkem a nižšími, zhruba obdélníkovými okny se segmentovým záklenkem. Sedlovou střechu s valbovým zakončením na východní straně kryjí plechové šablony.
Presbytář je sklenut plackou. Loď má dvě pole plackové klenby, které jsou odděleny valeným pásem. Podvěží, sakristie a oratoř mají valenou klenbu. Po pravé straně je otevřena do presbytáře oratoř s polokruhově ukončeným obloukem. Oratoř je vysazená na třech konzolách, má zvlněnou poprsní zídku a zdobnou supraportu. Trojramenná dřevěná kruchta spočívá na zděných konzolách.

## Vybavení
Hlavní oltář má iluzívní malovanou architekturu na závěrové stěně. Tato architektura je portálová, s rokokovými a luisézními motivy a je na ní zavěšen obraz Svaté rodiny signovaný Ant. Donath. Tabernákl z roku 1786 byl upraven v 19. století. Kazatelna je rokoková a pochází z poslední čtvrtiny 18. století. Je na ní socha Boha Otce, postavy apoštolů a reliéf Dobrého pastýře. Prospekt varhan pochází z 1. poloviny 19. století.

### Varhany
Zdejší varhany měly jeden manuál a pedál. Roku 1930 je jako své 1760. varhany zbudoval krnovský varhanářský závod Rieger. Roku 1989 byly varhany přeneseny do tehdy zrekonstruovaného kostela svatého Václava v Moravské Ostravě. Manuál měl rozsah od C po f3 s rejstříky Bourdon (16'), Principal (8'), Gedackt (8'), Salicional (8'), Octave (4'), Dolce (4') a Rauschquint 2× – Octavkoppel. Pedál s rozsahem od C do d1 měl rejstříky Subbaß (16'), Octavbaß (8') a pedálovou spojku.

## Okolí kostela
Jihozápadně od kostela se nachází hřbitov, ohrazený kamennou zdí, s márnicí na západním konci.
Duchovní správci kostela jsou uvedeni na stránce: Římskokatolická farnost Ves u Frýdlantu.